# Marcos Duré
Marcos Duré (Presidente Franco, Paraguay, 18 de febrero de 1991) es un futbolista paraguayo. Juega de centrocampista en el CS San Lorenzo de la Segunda División de Paraguay.

## Clubes
| Club                  | País     | Año           |
| --------------------- | -------- | ------------- |
| Sol de América        | Paraguay | 201-2018      |
| Nacional              | Paraguay | 2018-2020     |
| Club Sportivo Luqueño | Paraguay | 2020-2021     |
| Fernando de la Mora   | Paraguay | 2021          |
| Tacuary FBC           | Paraguay | 2022          |
| River Plate           | Paraguay | 2022          |
| CS San Lorenzo        | Paraguay | 2023-presente |